# Марія Ланг
Да́ґмар Марі́я Ла́нге (псевдонім — Марія Ланг, також Марія Ланґ швед. Dagmar Maria Lange (Maria Lang); нар. 31 березня 1914, Вестерос, Вестманланд, Швеція — пом. 8 жовтня 1991, Нура, Швеція) — шведська письменниця, педагог, музичний критик і авторка численних детективів для дорослих і дітей. Стала однією з перших у Швеції авторів-жінок у цьому жанрі, її твори мають велику популярність і перекладені не менш як дванадцятьма мовами.

## Життєпис
Дагмар Марія була єдина дочка журналіста Класа Бернарда Ланге (1889—1917) і Ельси Марії Кейсер (1888—1971). Мати уникала говорити про причини його смерті, це було табу. Згодом вона одружилася з мандрівним торговцем Карлом Іваром Ульссоном, старшим від неї на десять років. У цієї пари народилися дві дочки — Інґрід (1920) і Сів (1923—1996). Урівноважений і побожний, вітчим дуже приязно ставився до Дагмар Марії, й це вплинуло на її ранній розвиток.
У свої дванадцять дівчинка на все життя захопилася читанням. Прочитала твори, зокрема, таких авторів, як Шарлотта, Емілі й Анна Бронте, Чарлз Діккенс, Віктор Гюго, Лев Толстой і дуже багато інших. Завдяки вродженим особливостям спала мало, по чотири-п'ять годин на добу. Уже дорослою вона вважала найвидатнішими шведськими письменниками Есаяса Теґнера і Пера Лагерквіста.
Сім'я жила скромно. Дагмар Марія здобула початкову й неповну середню освіту в Нурі. 1933 року закінчила гімназію у Вестеросі й завдяки спадщині бабусі Емми Ланге змогла вступити до Уппсальського університету. А по якомусь часі вона, як і Карін Боє, як і Вівека — героїня першої книжки Марії Ланг, перейшла вчитись до Стокгольмського університету (тоді він звався Стокгольмською вищою школою). Підробляла на життя, вчителюючи. Диплом філолога (спеціальність історія літератури) здобула 1946 року, написавши працю «Понтус Вікнер як белетрист» — про шведського філософа й естета Карла Понтуса Вікнера.
З 1948-го по 1974 рік Марія Ланг викладала шведську мову та літературу й історію в одній і тій самій стокгольмській Новій середній школі — Альстремській школі (Nya elementärskolan — Ahlströmska skolan). До 1968 року, поки обіймала посаду директора, мешкала у службовому житлі — лівому флігелі будівлі школи на вулиці Коммендерсґатан, 31.
Вийшовши на пенсію в 1974-му, Марія Ланг 1979 року оселилася в Нурі — мальовничому містечку в лісах області Бергслаген, де самотою, так і не вийшовши заміж, прожила 12 років — до самої смерті. Вночі задля натхнення вона часто виходила на довгі прогулянки набережною озера Нура. Саме там, перед будинком № 26В на вулиці Кюнґсґатан — житлом письменниці, вдячні городяни поставили їй пам'ятник — погруддя роботи скульптора Руне Юганссона. Дуже багато її творів пов'язано з містечком Скуґа, майже тотожним прообразом якого є Нура, і нині міське туристичне бюро пропонує оригінальну послугу — маршрут місцями подій у таких книжках. Провадить екскурсії небіж письменниці Уве Гоффнер (*1940). Він також є директором музею Марії Ланг у садибі Окербю-Геррґорд (Нура). Поховали Марію Ланг з великими почестями на Північному цвинтарі — у тому ж таки місті. Її іменем названо провулок у Нурі, який виходить до озера.
2014 року, до сторіччя від дня народження Марії Ланг, вийшла біографічна книжка про неї Maria Lang — Vår första deckardrottning («Марія Ланг — наша перша королева детективів»).

## Творчість

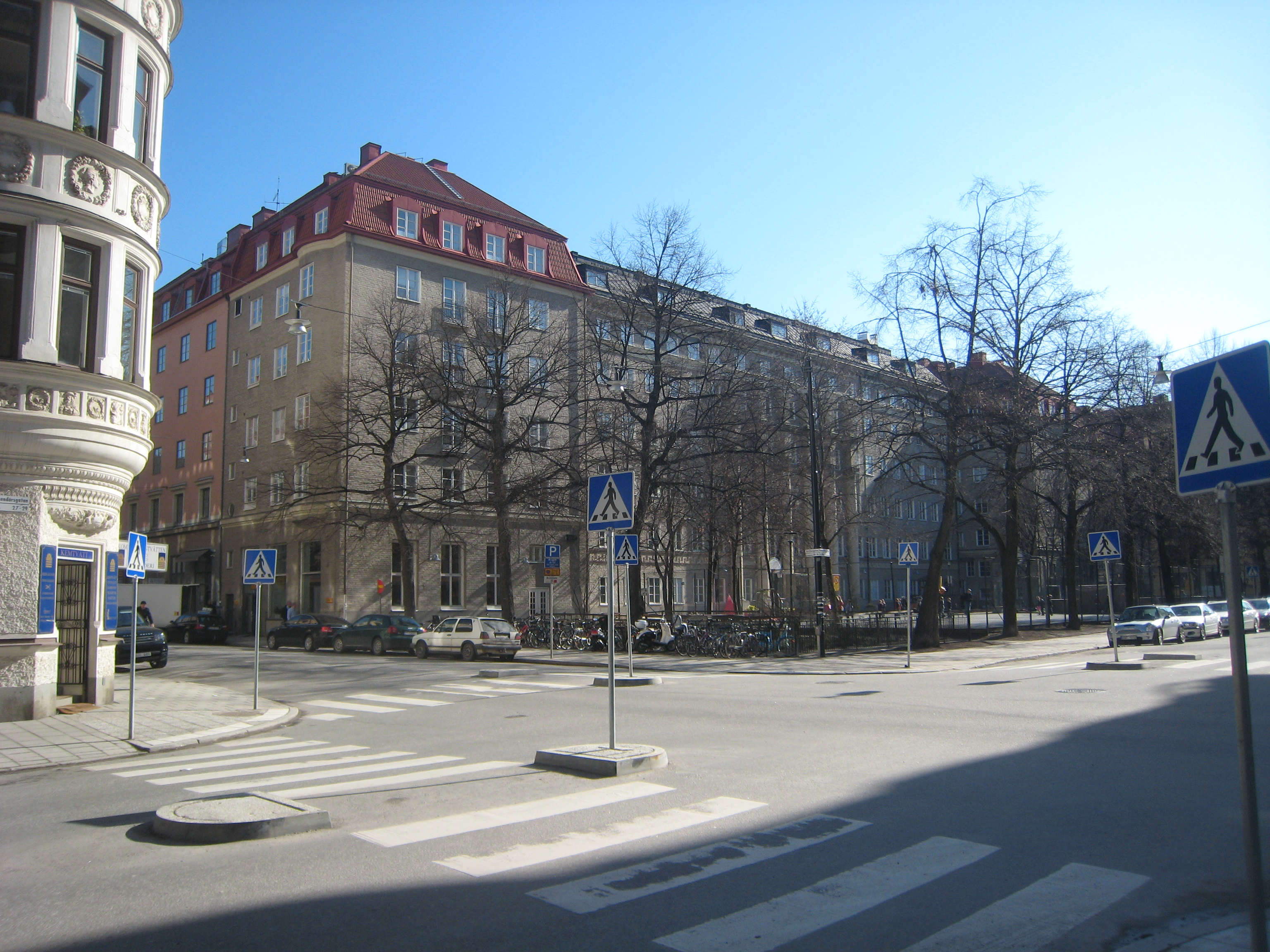
Стокгольм, вулиця Коммендерсгатан, 31. Школа, в якій учителювала й мешкала Марія Ланг.

Марія Ланг почала публікуватись у 1949-му, випустивши у світ детективний роман «Брешуть не тільки вбивці», який викликав скандал. Позитивно відгукнулася на цей твір Барбру Альвінґ рецензією в газеті «Даґенс Нюгетер». Надалі письменниця неухильно додержувала девізу «Щороку — не менш як одна книжка» й за все життя написала сорок три детективи для дорослих і чотири — для дітей. У Марії Ланг був успіх: кожне її видання виходило доволі значним тиражем — до 40 000 примірників. З 1964-го по 1980 рік вона також писала музичні, зокрема й оперні, огляди для журналу VeckoJournalen. У 1957—1959 роках провадила цикл радіопередач «Чи знаєте ви, що?..» разом із шведським дитячим письменником Єстою Кнутссоном.
1971 р. Марія Ланг стала однією з тринадцяти засновників Шведської академії детективу, а в 1973-му вибула із числа членів, не згодившись із тим, що академія нагородила книжку Річарда Нілі (англ. Richard Neely) «The Walter Syndrome» (у перекладі — «Min vän Walter», укр. «Мій друг Волтер») як найкращий шведськомовний перекладний детектив.
Завсідний персонаж усіх творів Марії Ланг (крім дитячих) — високий худий Крістер Війк. Розумний, іронічний, з неодмінною люлькою, він не розслідує злочину тільки в «Трьох бабусеньках» з тої причини, що йому там усього десять років. Отже, цей комісар поліції з 1919 року народження. Йому не раз допомагає в роботі дружина Камілла (1931 р. н.) — славетна оперна співачка. На шість років старша від неї героїня ранніх повістей Марії Ланг — невеличка блакитноока чорнявка Пак. Ось так, за іменем пустотливого шекспірівського духа-витівника, прозвав дочку професор-єгиптолог Юганнес Екстедт. Згодом вона вийде заміж за філолога Ейнара Буре, любителя детективів. До другорядних героїв багатьох книжок Марії Ланг належать солідний сержант Оке Нурд та досвідчений судовий медик Альґрен. І, нарешті, літературна постать, яка з'являється в кількох творах, — одинока, трохи безпорадна й вайлувата, зате кмітлива й тямуща Альмі Ґраан — авторка кримінальних повістей, alter ego самої Ланг. Ті ж окуляри з товстими скельцями, та ж звичка прогулюватися вночі, майже той самий вік (Альмі на рік старша). Зрештою, «Almi Graan» — це не що інше, як анаграма псевдоніма «Maria Lang». З кожною наступною книжкою всі ці персонажі набирають віку. Події розвиваються переважно в Скузі — середовищі, яке авторка дуже добре знає.
Весь доробок письменниці справляє двояке враження. З одного боку, відчувається певна штучність і схематичність. Навіть сама Ланг, ведучи оповідь у «Чорному літі», констатує, що, «на превеликий вічний подив городян Скуґи, Альмі Ґраан заробляла чималі гроші, пишучи неправдоподібні, далекі від життя кримінальні та шпигунські історії». Неоднозначному розголосу перших двох книжок посприяло й те, що стрижень їх сюжету — лесбійське кохання, причому подане без належного (аякже, таж у часи холодної війни від народу вимагали передусім згуртованості й чистоти) осуду, в такий спосіб, немовби праглося підгледіти, зазиралось у замкову шпарину, та так нічого й не вдалося побачити. Недоброзичливі критики проводили паралель з дипломною роботою Марії Ланг про інтелектуала-гомосексуала. Закидали також як надуманість мотивів злочинів, так і сам спосіб виконання.
З другого боку, ці хиби компенсовано жвавістю оповіді, вмінням викласти все те, що спостерегло гостре око, хорошим гумором та іронічністю. Окремого слова заслуговує мова творів — багата й добірна (хоч, щоправда, авторка трохи грішить книжністю). Тут легко розпізнається філологічна освіта й велика начитаність. Марія Ланг цілком органічно вплітає в текст чимало відомостей з красного письменства, вустами своїх героїв цитує класиків і веде дискусії про мистецтво. Вона вдало й доречно добирає епіграфи та мотто до твору. Завдяки всім цим перевагам Марію Ланг охоче читають, є клуби її шанувальників. Твори письменниці перекладено не менш як дванадцятьма мовами.

## Детективи

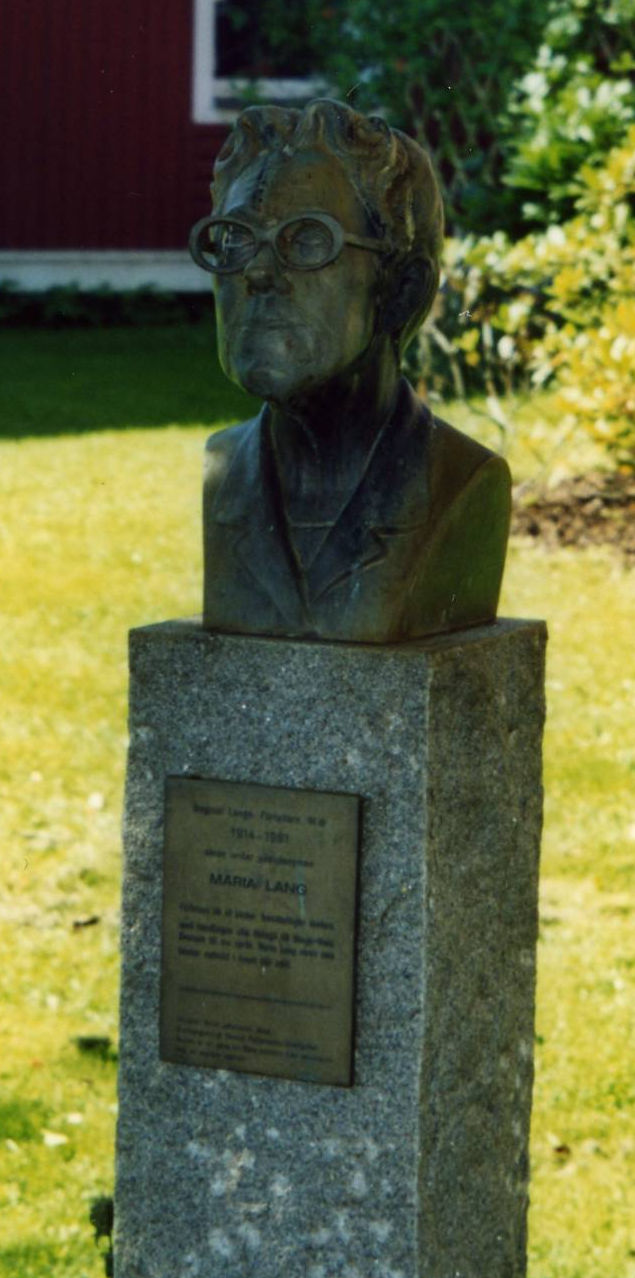
Погруддя Марії Ланг у Нурі.

### Для дорослих
- Mördaren ljuger inte ensam (1949) — «Брешуть не тільки вбивці»
- Farligt att förtära (1950) — «Небезпечно таке споживати»
- Inte flera mord (1951) — «Більш не буде вбивств»
- En skugga blott (1952) — «Тільки тінь»
- Rosor, kyssar och döden (1953) — «Троянди, поцілунки і смерть»
- Tragedi på en lantkyrkogård (1954) — «Трагедія на сільському кладовищі»
- Se döden på dig väntar (1955) — «Поглянь — он смерть тебе чекає»
- Mörkögda augustinatt (1956) — «Темноока серпнева ніч»
- Kung Liljekonvalje av dungen (1957) — «Король наш Конвалія з гаю»
- Farliga drömmar (1958) — «Небезпечні сни»
- Ofärd i huset bor (1959) — «У домі живе нещастя»
- Vår sång blir stum (1960) — «Наша пісня німіє»
- Att vara kvinna (1961) — «Бути жінкою»
- En främmande man (1962) — «Чужинець»
- Tre små gummor (1963) — historisk deckare, utspelas 1929 — «Три бабусеньки» (детектив-ретро, події розвиваються в 1929 р.)
- Ögonen (1964) — «Очі»
- Siden sammet (1964) — «Шовковий оксамит»
- De röda kattorna (1965) — «Червоні коти»
- Svart sommar (1966) — «Чорне літо»
- Vitklädd med ljus i hår (1967) — «У білій одежі, з осяйним волоссям»
- Ingen returbiljett (1968) — «Без зворотного квитка»
- Intrigernas hus (1969) — «Дім інтриґ»
- Staden sover (1970) — «Місто спить»
- Mördarens bok (1971) — «Книжка вбивці»
- Vem väntar på värdshuset? (1972) — «Хто чекає в заїжджому дворі?»
- Vi var tretton i klassen (1973) — «У класі нас було тринадцять»
- Det är ugglor i mossen (1974) — «Це ж бо со́ви в моху»
- Dubbelsäng i Danmark (1975) — «Двоспальне ліжко в Данії»
- Körsbär i november (1976) — «Вишня в листопаді»
- Arvet efter Alberta (1977) — «Спадок Альберти»
- Camilla vid skiljevägen (1978) — «Камілла на роздоріжжі»
- Svar till Ensam Eva (1979) — «Відповідь самотній Єві»
- Inga pengar till Vendela (1980) — «Ані гроша Венделі»
- Gullregn i oktober (1981) — «Золотий дощ у жовтні»
- Docka vit, Docka röd (1982) — «Біла лялька, червона лялька»
- Fyra fönster mot gården (1983) — «Четверо вікон на подвір'я»
- Använd aldrig arsenik (1984) — «Ніколи не заживай миш'яку»
- Klappa inte katten (1985) — «Не приголубиш кота»
- Vem är du? Dagmar Lange eller Maria Lang? (1985, автобіографічне) — «Хто ти? Дагмар Ланґе чи Марія Ланґ?»
- Dödligt drama på Dramaten (1986) — «Смертельна драма в Драмі»
- Ånglok 16 på fel spår (1987) — «Паровик № 16 на хибній колії»
- Tvillingen i spegeln (1988) — «Близнята в дзеркалі»
- Flyttbil försvunnen (1989) — «Пропала вантажівка»
- Se Skoga och sedan… (1990) — «Побачити Скуґу, а тоді…»

### Для дітей і юнацтва
- Akta dej, Katja! (1971) — «Начувайся, Качо!»
- Hjälp mej, Katja! (1972) — «Допоможи мені, Качо»
- Jan och Katja jagar jultomten (1975) — «Ян і Кача полюють на діда-мороза»
- Jan och Katja jagar en kista (1977) — «Ян і Кача полюють на труну»

## Фільмографія
Екранізації творів Марії Ланг:
- När mörkret faller, 1960 — «Коли западає сутінок», екранізація «Трагедії на сільському кладовищі», сценарій Марії Ланг
- Ljuvlig är sommarnatten, 1961 — «Солодка ця літня ніч», екранізація твору «Король наш Конвалія з гаю», сценарій Марії Ланг
- Håll polisen utanför, 1969 — «Не впускай поліцая», міні-телесеріал (шість 25-хвилинних серій), сценарій Марії Ланг
- Rosor, kyssar och döden, 2013 — «Троянди, поцілунки і смерть», телефільм
- Kung liljekonvalje av dungen, 2013 — «Король наш Конвалія з гаю», телефільм
- Inte flera mord, 2013 — «Більш не буде вбивств», телефільм
- Mördaren ljuger inte ensam, 2013 — «Брешуть не тільки вбивці», телефільм
- Tragedi på en lantkyrkogård, 2013 — «Трагедія на сільському кладовищі», телефільм
- Farliga drömmar, 2013 — «Небезпечні сни», телефільм